# Nephropsis
Nephropsis là một chi trong họ Tôm hùm càng.

## Các loài
Chi này có 18 loài:
- Nephropsis acanthura Macpherson, 1990
- Nephropsis aculeata Smith, 1881
- Nephropsis agassizii A. Milne-Edwards, 1880
- Nephropsis atlantica Norman, 1882
- Nephropsis carpenteri Wood-Mason, 1885
- Nephropsis ensirostris Alcock, 1901
- Nephropsis grandis Zarenkov, 2006
- Nephropsis holthuisii Macpherson, 1993
  - Nephropsis macphersoni Watabe & Iizuka, 1999 is a synonym
- Nephropsis malhaensis Borradaile, 1910
- Nephropsis neglecta Holthuis, 1974
- Nephropsis occidentalis Faxon, 1893
- Nephropsis pygmaea Chang, Chan & Kumar, 2020
- Nephropsis rahayuae Chang, Chan & Kumar, 2020
- Nephropsis rosea Bate, 1888
- Nephropsis serrata Macpherson, 1993
- Nephropsis stewarti Wood-Mason, 1872
- Nephropsis suhmi Bate, 1888
- Nephropsis sulcata Macpherson, 1990

Một loài là hóa thạch được ghi nhận:
- †Nephropsis midwayensis Rathbun, 1935